# Christinae kyrka, Alingsås
Christinae kyrka, tidigare även Stadskyrkan, är en av fem kyrkobyggnader i Alingsås. Den tillhör Alingsås församling i Skara stift. 

## Kyrkobyggnad
Kyrkan ligger centralt vid Stora torget och tillkom efter att Alingsås hade blivit stad och församlingen delats. Den är namngiven efter drottning Kristina som var den första att skänka pengar, 100 daler silvermynt, till bygget av kyrkan som pågick 1642-1651. Under en period kallades kyrkan för Stadskyrkan, men den återfick efter en omfattande renovering 1986 sitt ursprungliga namn.
Byggnaden är utförd i en för sin tid karaktäristisk klassicistisk stil med ett fullbrett tresidigt avslutat kor. Tornet restes 1788-1793 och har en huv och lanternin som tillför ett gustavianskt drag. Så sent som 1986 tillkom sakristia och 2003 församlingshem, som har sammanfogats med kyrkan. 
Interiören har förändrats flera gånger. Brädvalvet från slutet av 1700-talet finns dock kvar, liksom predikstolen. Färgsättningen går i blått (taket), mörkrött (kyrkbänkar och läktare) och väggarna är gulrosa.

## Interiör
- En äldre altarmålning från 1658 är det enda inventarium som har bevarats från byggnadstiden. Den hänger nu på nordväggen.
- Altartavlan är utförd 1945 av Bo Beskow.
- Glasmålningarna i koret är även de utförda av Bo Beskow, fast 1985, och föreställer på vänster sida Kunskapens träd och på höger sida Livets träd.
- Dopfunten av tenn är ritad av arkitekterna Helge Zimdal och Nils Ahrbom.
- Träreliefen bakom dopfunten är skuren av Arvid Bryth.
- Predikstolen är från 1791.
- Oljemålningar med motiven Kristus tas ned från korset och Maria och Johannes vid Kristi kors, båda utförda på 1700-talet.
- I kyrkan finns en minnestavla över fabrikör Sven Lenndahl, vars donationsmedel bekostade en ombyggnad av kyrkan 1788–1792.
- De två skulpturerna över södra utgången är snidade 1907 av bildhuggaren H. Holm.

## Orglar
- Före 1695 skänkte Karin Bielke, Öljared, en regal.

### Läktarorglar
- 1797 tillkom en orgel, byggd av Lars Strömblad, med 25 stämmor. Delar av den orgeln såldes 1865 till Hemsjö kyrka.
- 1889 tillverkade Åkerman & Lund Orgelbyggeri en orgel med femton stämmor, vars stumma fasad är bevarad.
- 1930 installerades ett nytt verk tillverkat av Anders Magnusson med 33 stämmor vari ingick äldre material.
- 1986 installerades dagens mekaniska orgelverk. Det är byggt av A. Magnusson Orgelbyggeri AB och innehåller stämmor även från 1889 och 1930 års orgal, totalt 34 stämmor, fördelade på två manualer och pedal.[1]

| Huvudverk (I) (C-g3)           | Svällverk (II) (C-g3)      | Pedal (C-f1)                      | Koppel |
| ------------------------------ | -------------------------- | --------------------------------- | ------ |
| Borduna 16' (1883)             | Bassethorn 8' (1883)       | Principal 16' (1930-tal)          | II/I   |
| Principal 8' (1883/1987)       | Dubbelflöjt 8' (1930-tal)  | Subbas 16' (1883)                 | II/P   |
| Rörflöjt 8' (1883)             | Violin 8' (1883)           | Oktava 8' (1987)                  | I/P    |
| Lieblich gedackt 8' (1930-tal) | Voix celeste 8' (1930-tal) | Borduna 8' (1930-tal)             |        |
| Gamba 8' (1883)                | Principal 4' (1930-tal)    | Oktava 4' (1883?)                 |        |
| Oktava 4' (1883/1987)          | Ekoflöjt 4' (1883)         | Rauschpipa 4 chor (1930-tal/1987) |        |
| Flöjt octaviante 4' (1883)     | Nasard 2 2/3' (1930-tal)   | Basun 16' (1987)                  |        |
| Kvinta 2 2/3' (1987)           | Waldflöjt 2' (1930-tal)    | Trumpet 8' (1987)                 |        |
| Oktava 2' (1987)               | Ters 1 3/5' (1987)         | Trumpet 4' (1987)                 |        |
| Kornett 4 chor (1930-tal)      | Mixtur 4 chor (1987)       |                                   |        |
| Mixtur 4 chor (1987)           | Fagott 16' (1987)          |                                   |        |
| Trumpet 8'                     | Oboe 8' (1930-tal)         |                                   |        |
| Tremulant                      | Cromorne 8'(1987)          |                                   |        |
|                                | Tremulant                  |                                   |        |
|                                | Crescendosvällare          |                                   |        |

Fria kombinationer, läktarorgeln även spelbar från kororgeln.

### Kororgel
En mekanisk kororgel från A. Magnusson Orgelbyggeri med stum fasad tillkom 1986. Den har fyra stämmor fördelade på manual och pedal, men är även kopplad till läktarorgeln, som på så vis är spelbar från kororgeln.
| Manual (I) (C-g3) | Manual (II) (C-g3) | Pedal (C-f1) | Koppel |
| ----------------- | ------------------ | ------------ | ------ |
| Gedackt 8'        |                    | Bihängd      | I/P    |
| Principal 4'      |                    |              |        |
| Rörflöjt 4'       |                    |              |        |
| Oktava 2'         |                    |              |        |

Svällare och koppel motsvarande läktarorgeln.

## Övrigt
- Jonas Alströmer ligger begravd alldeles utanför kyrkan på södra sidan, graven är inhägnad med ett järnstaket.
- En täljstenstavla från 1682 på kyrkans södra sida har bokstäverna C XI R S, vilket kan uttydas Carl XI Sveriges konung. På tavlan anges grundläggningsåret 1642.

## Exteriörbilder

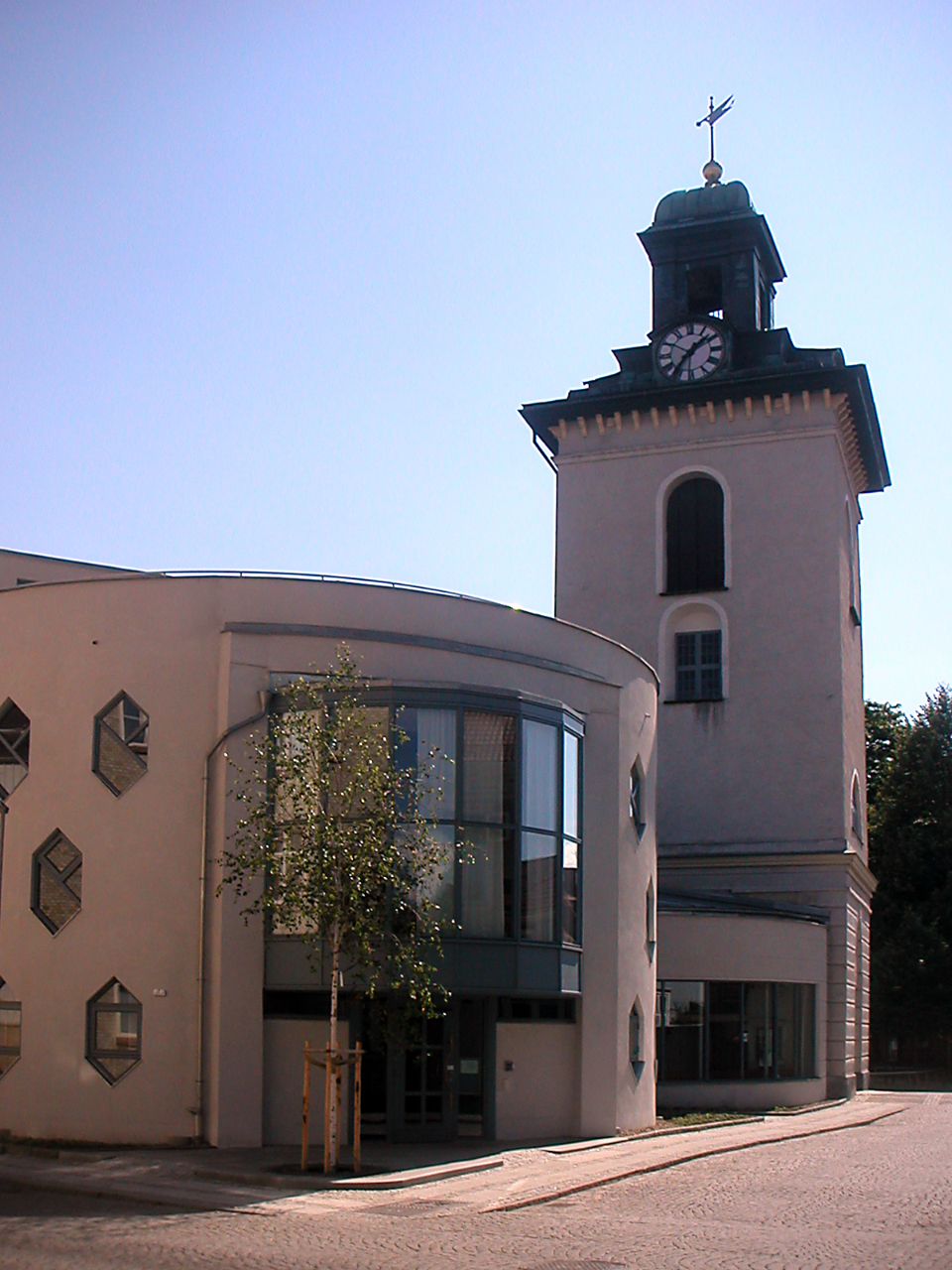
Exteriör med församlingsdelen byggd 2003 i förgrunden.
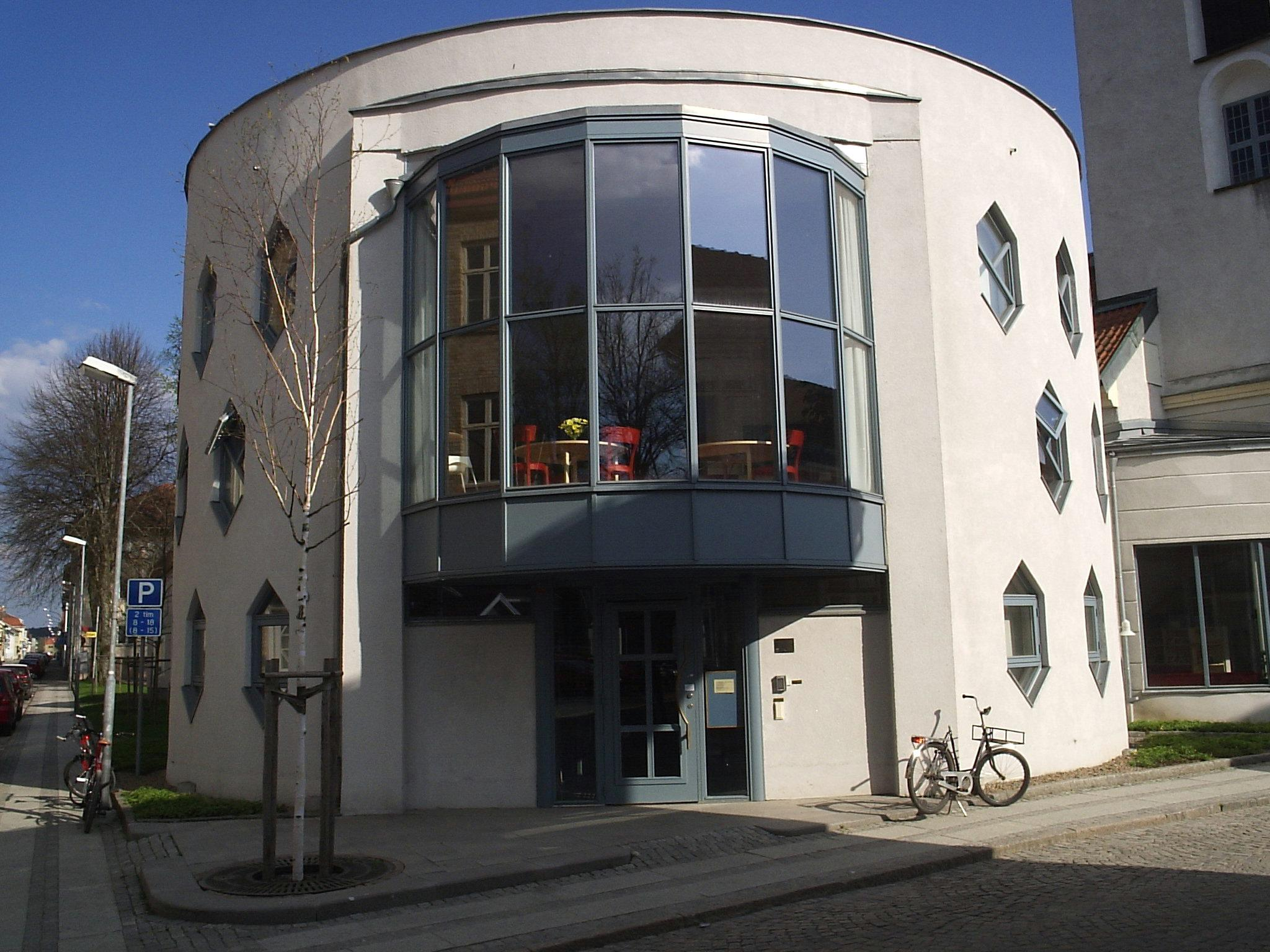
Församlingshemmet.
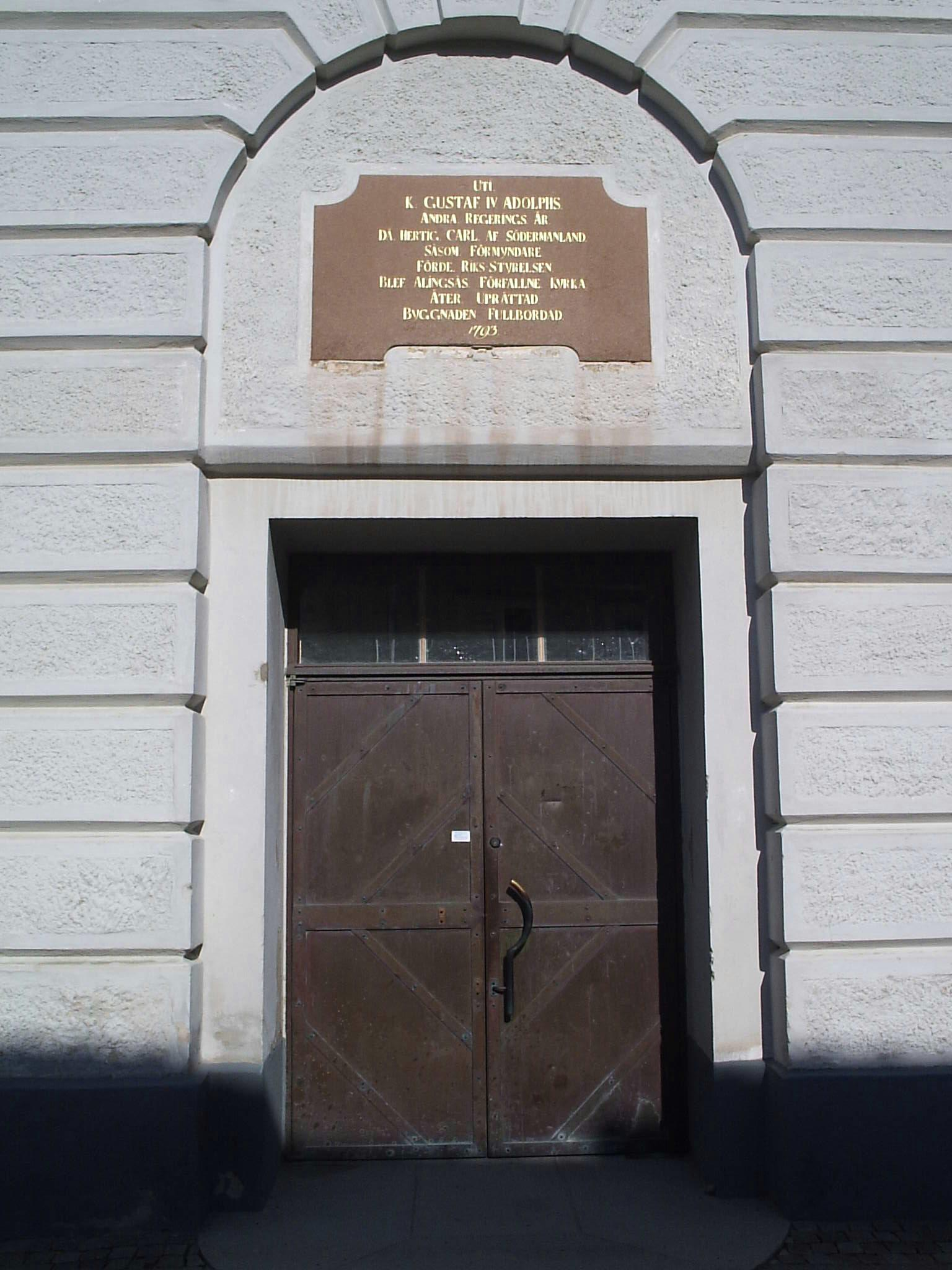
Huvudingången med minnesplatta.
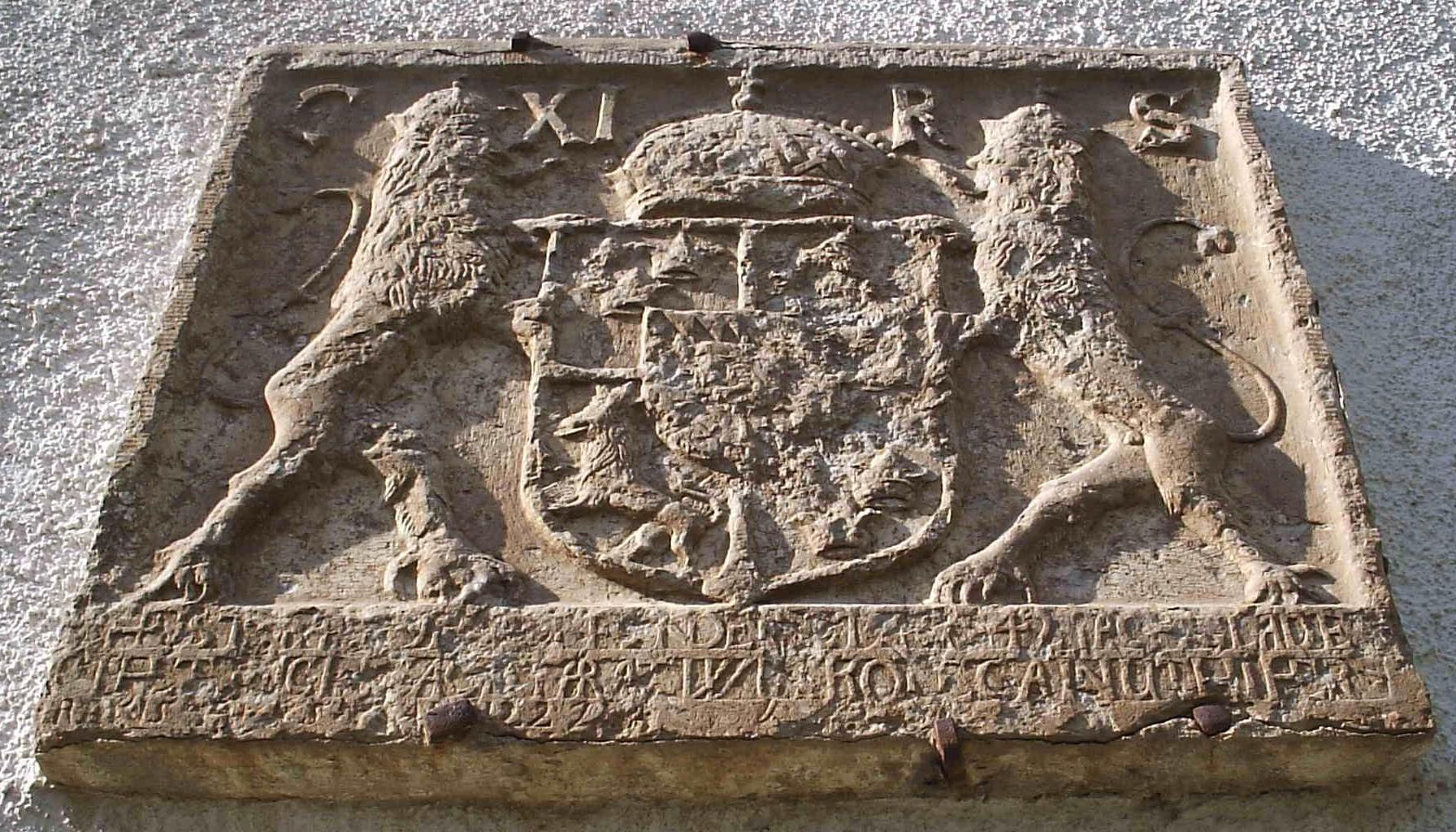
Minnesplatta uppsatt på fasaden.

## Interiörbilder

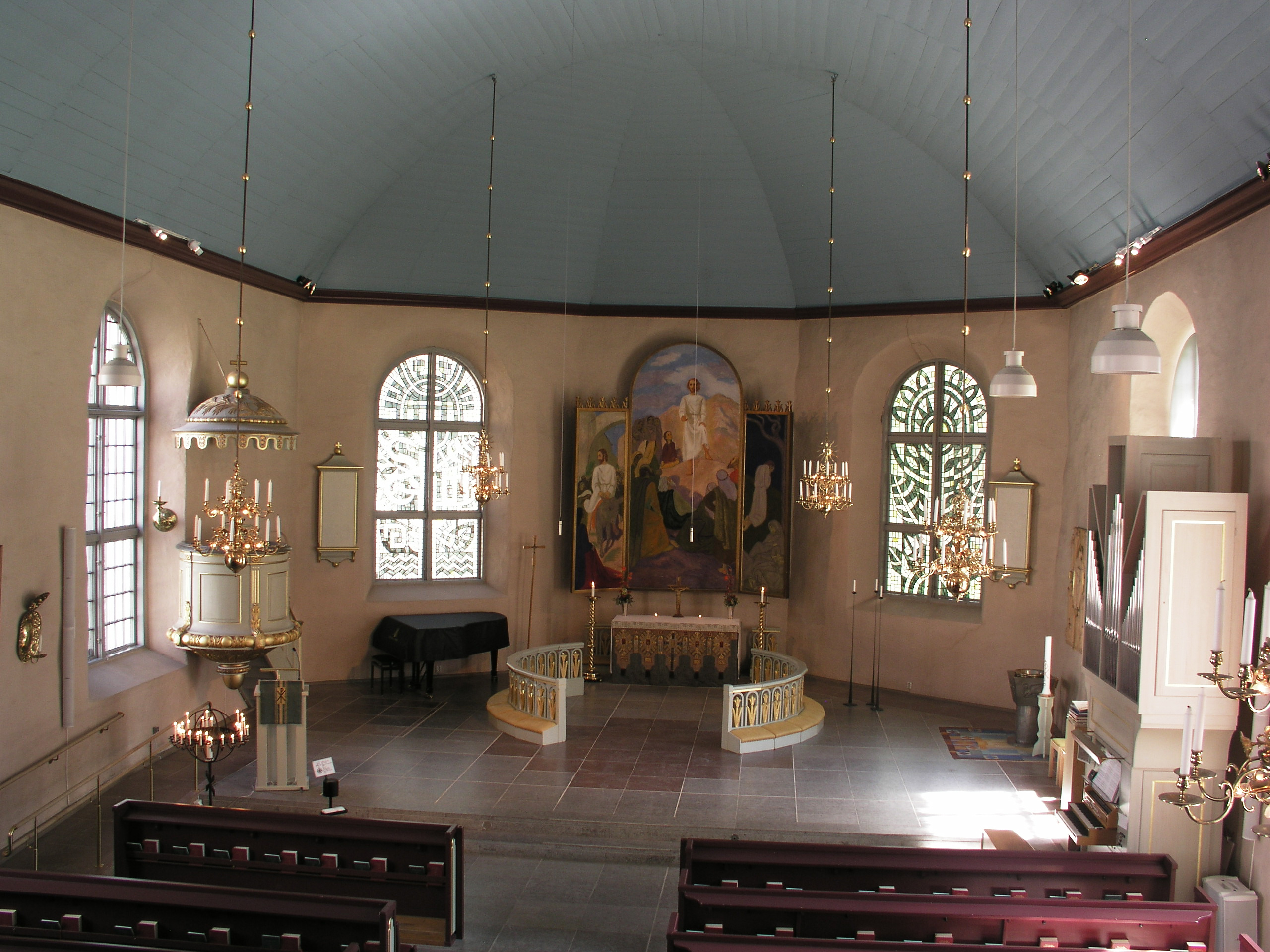
Interiör mot koret.
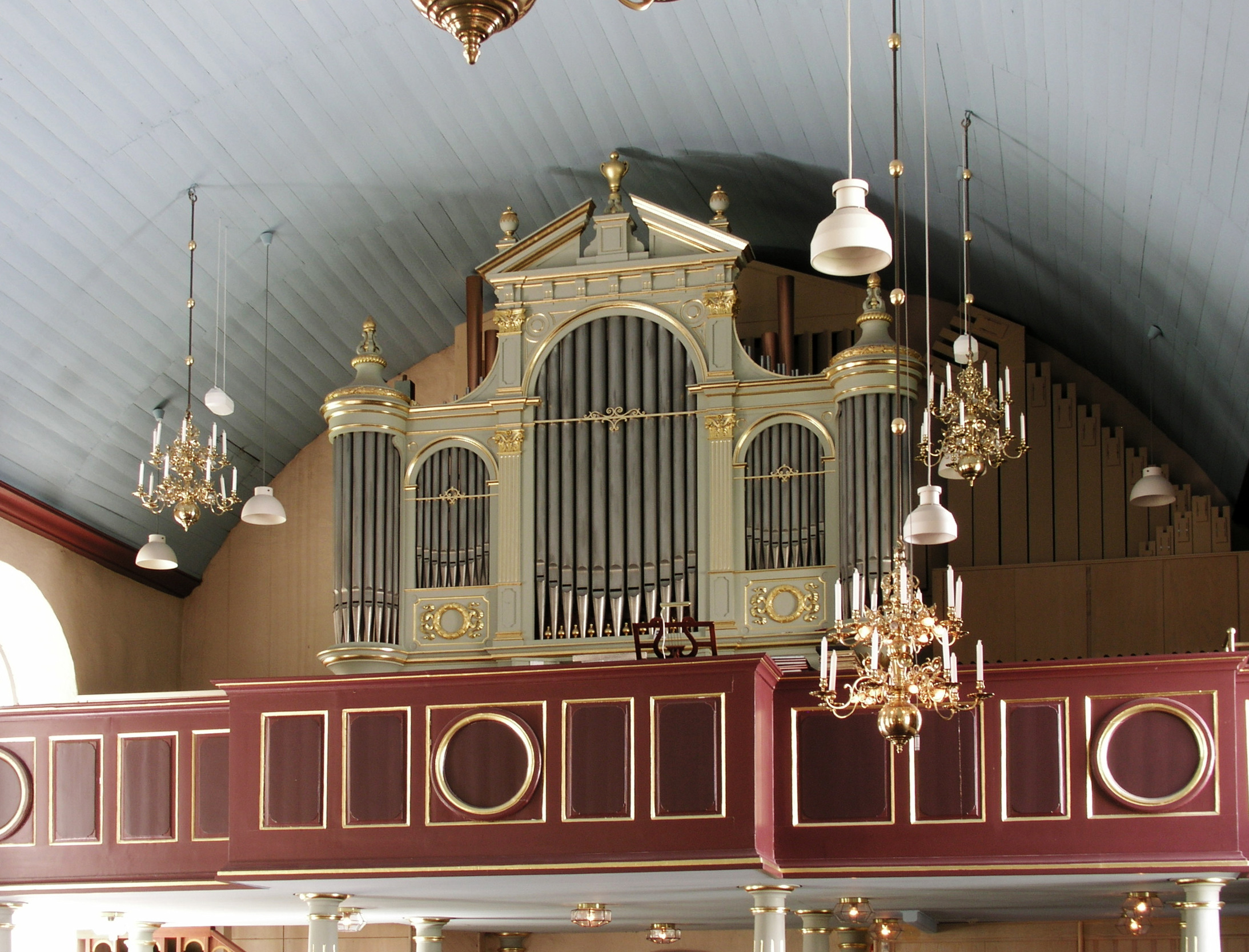
Orgelläktaren.
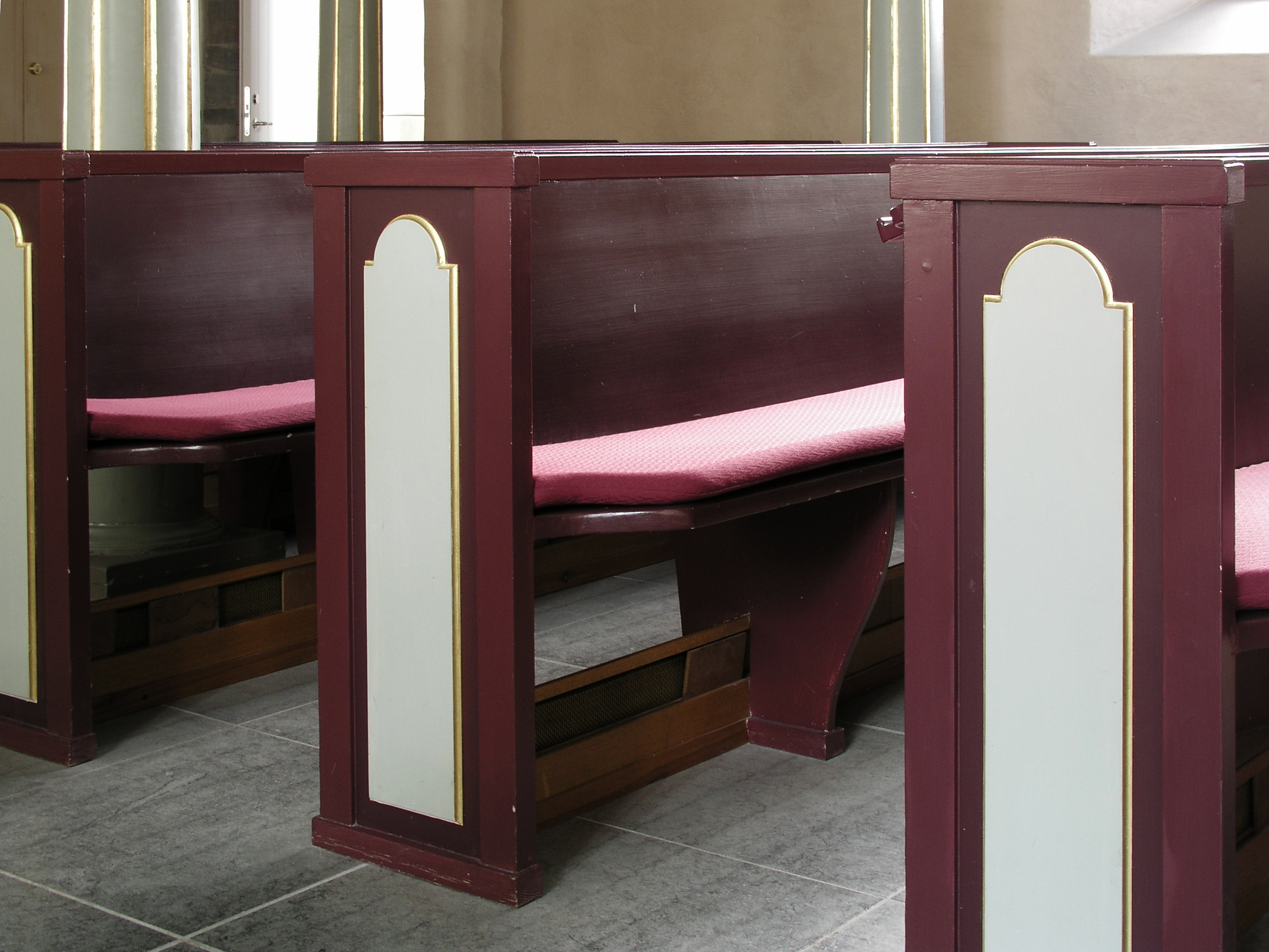
Bänkar.
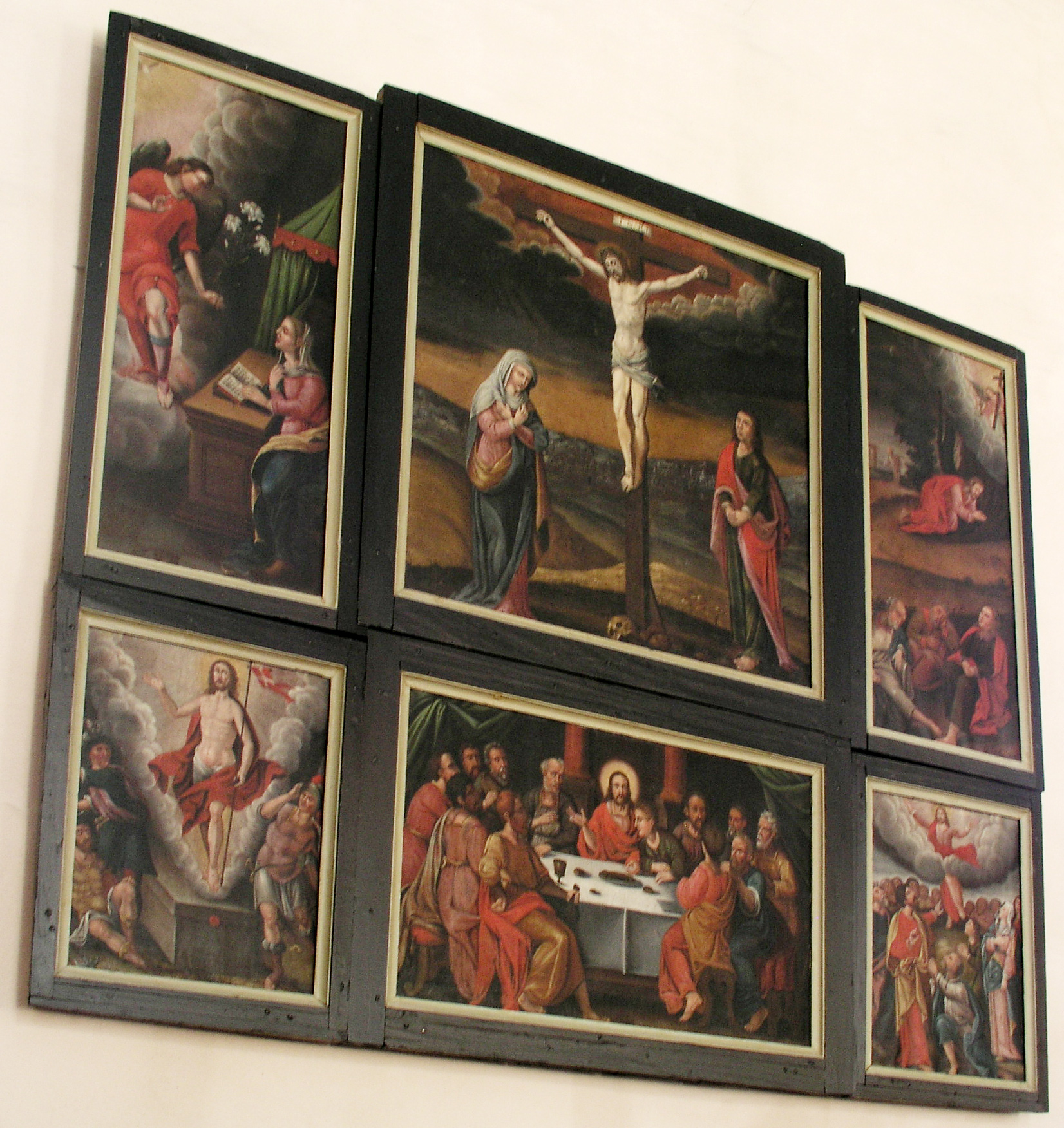
Den äldre altarmålningen.

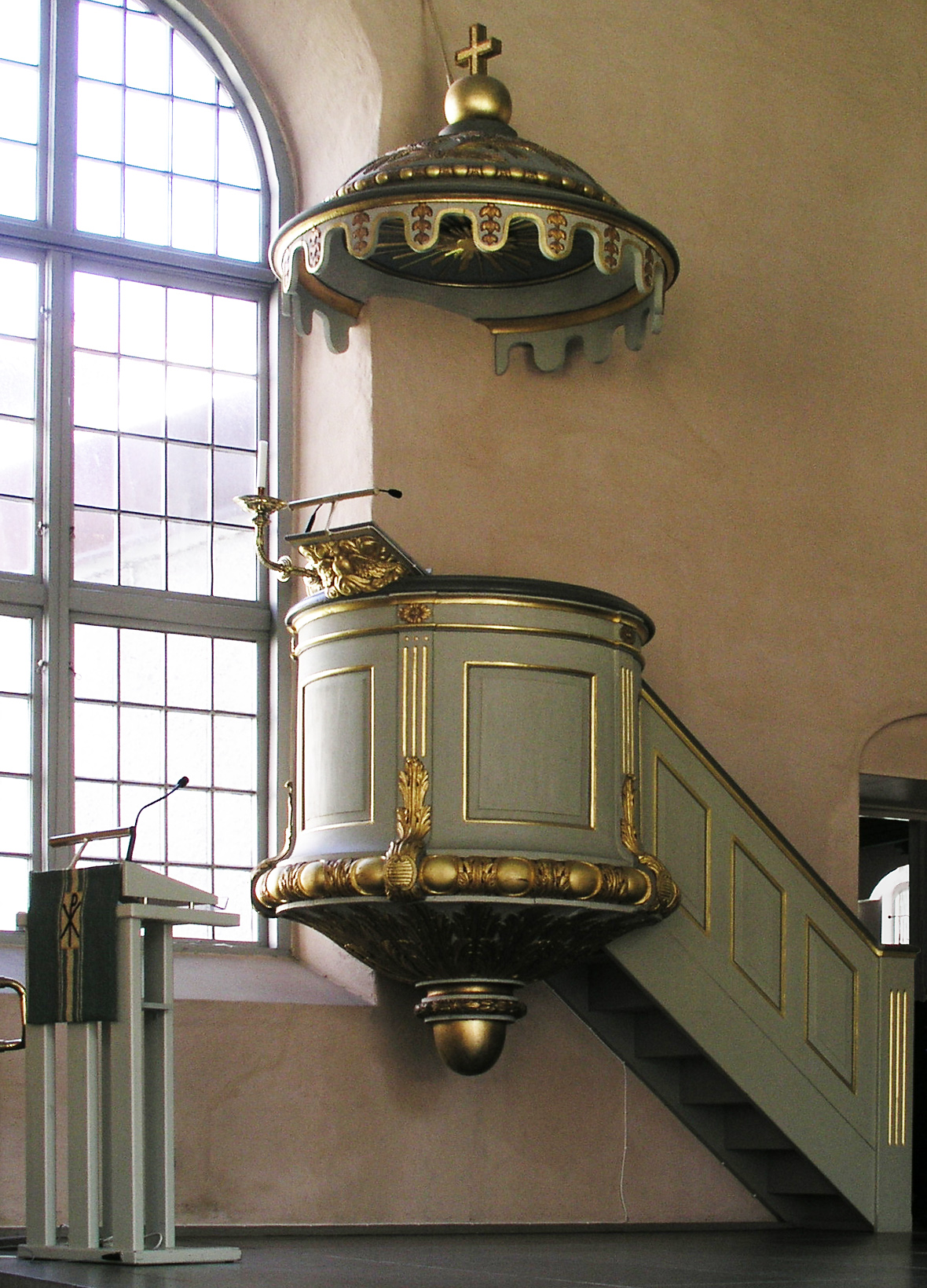
Predikstol.
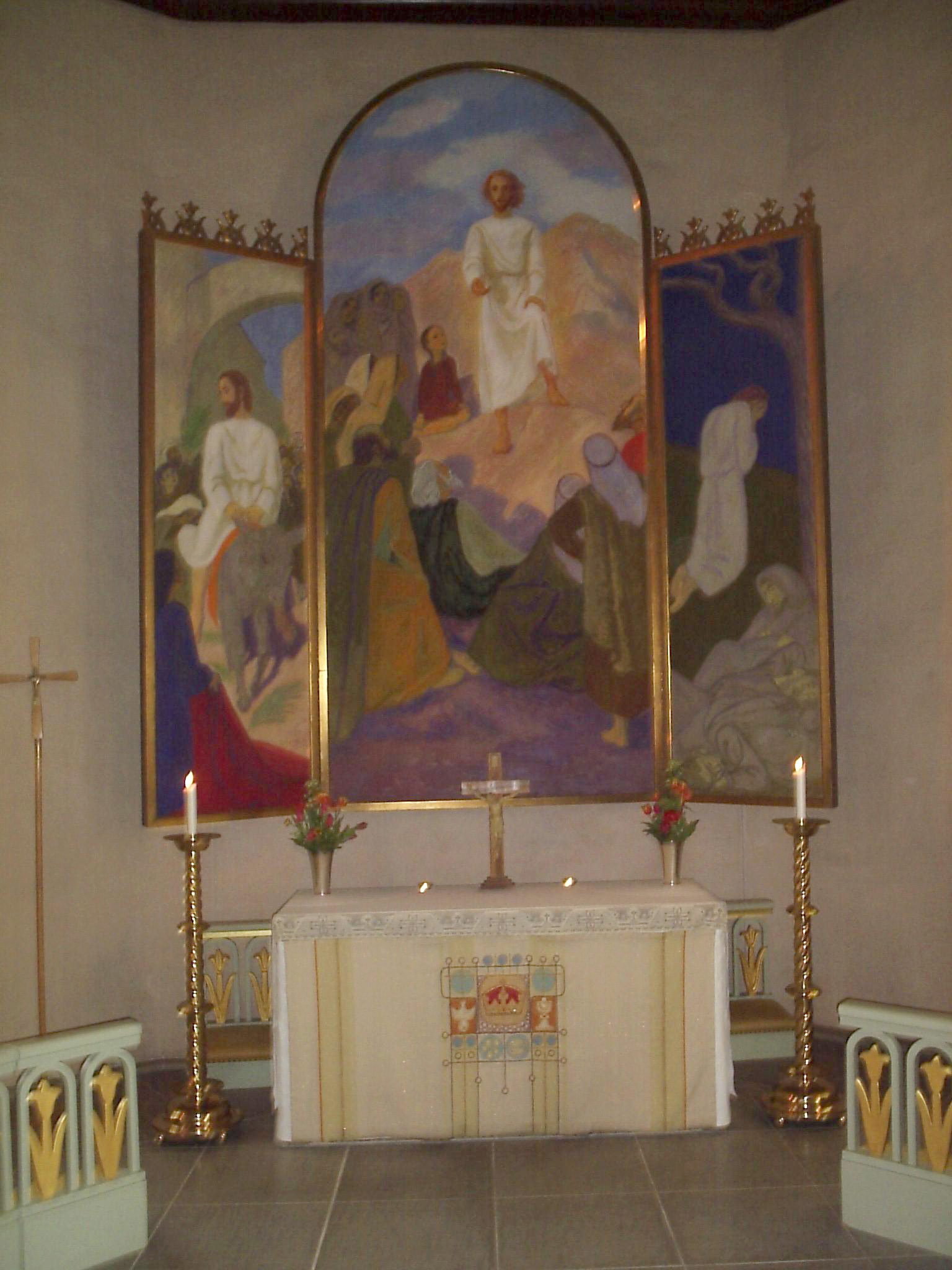
Altartavlan.
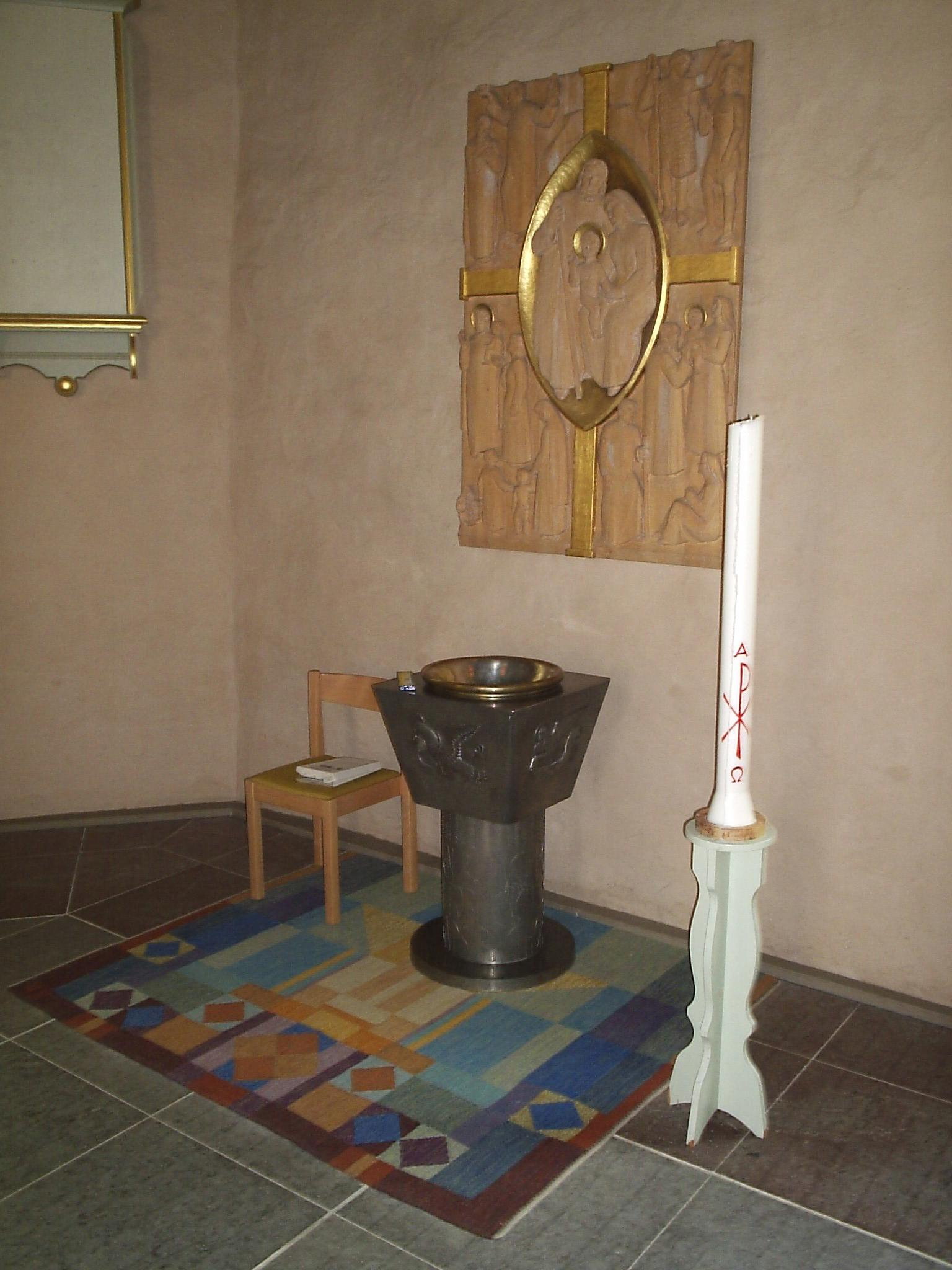
Dopfunten.
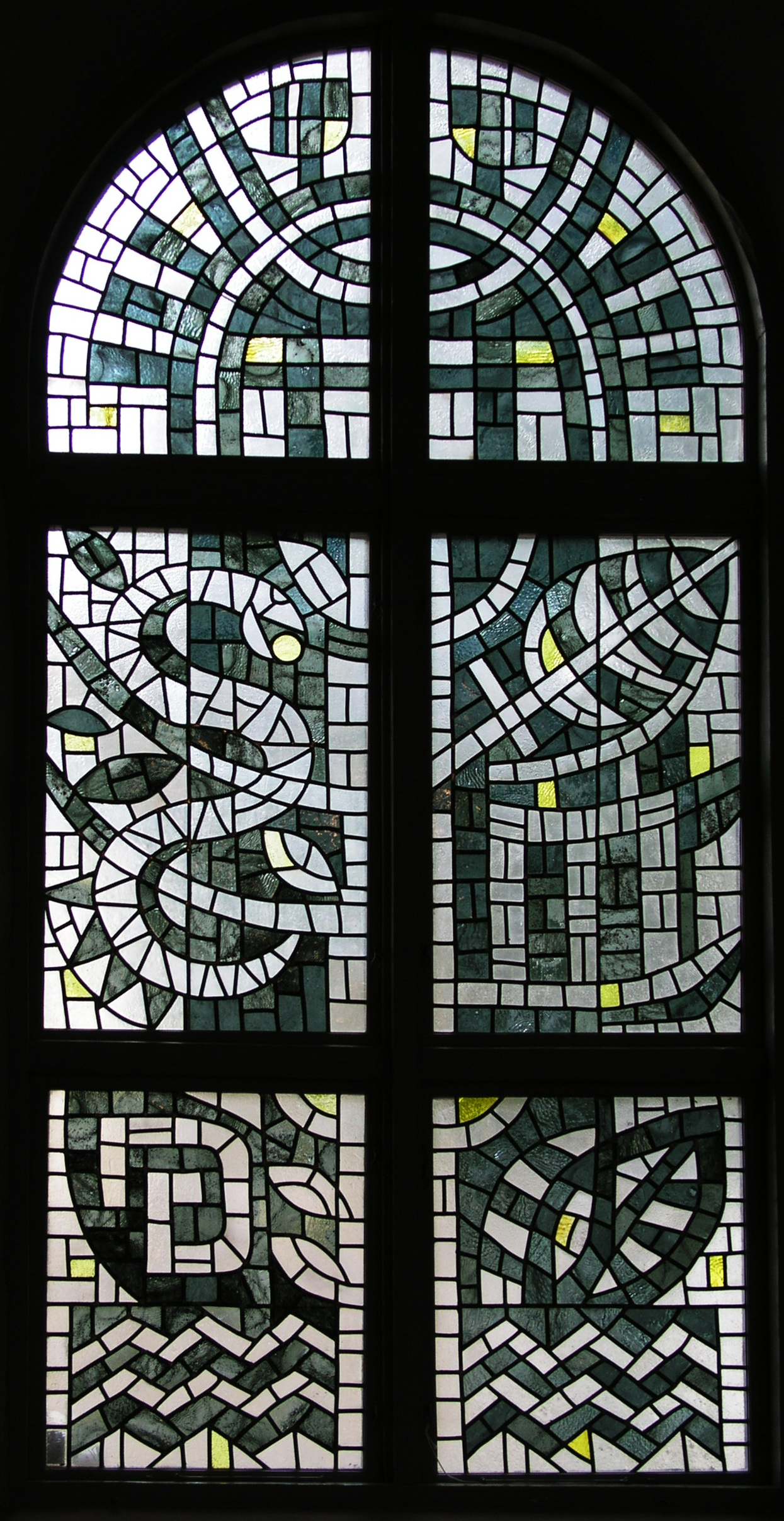
Glasmålning.
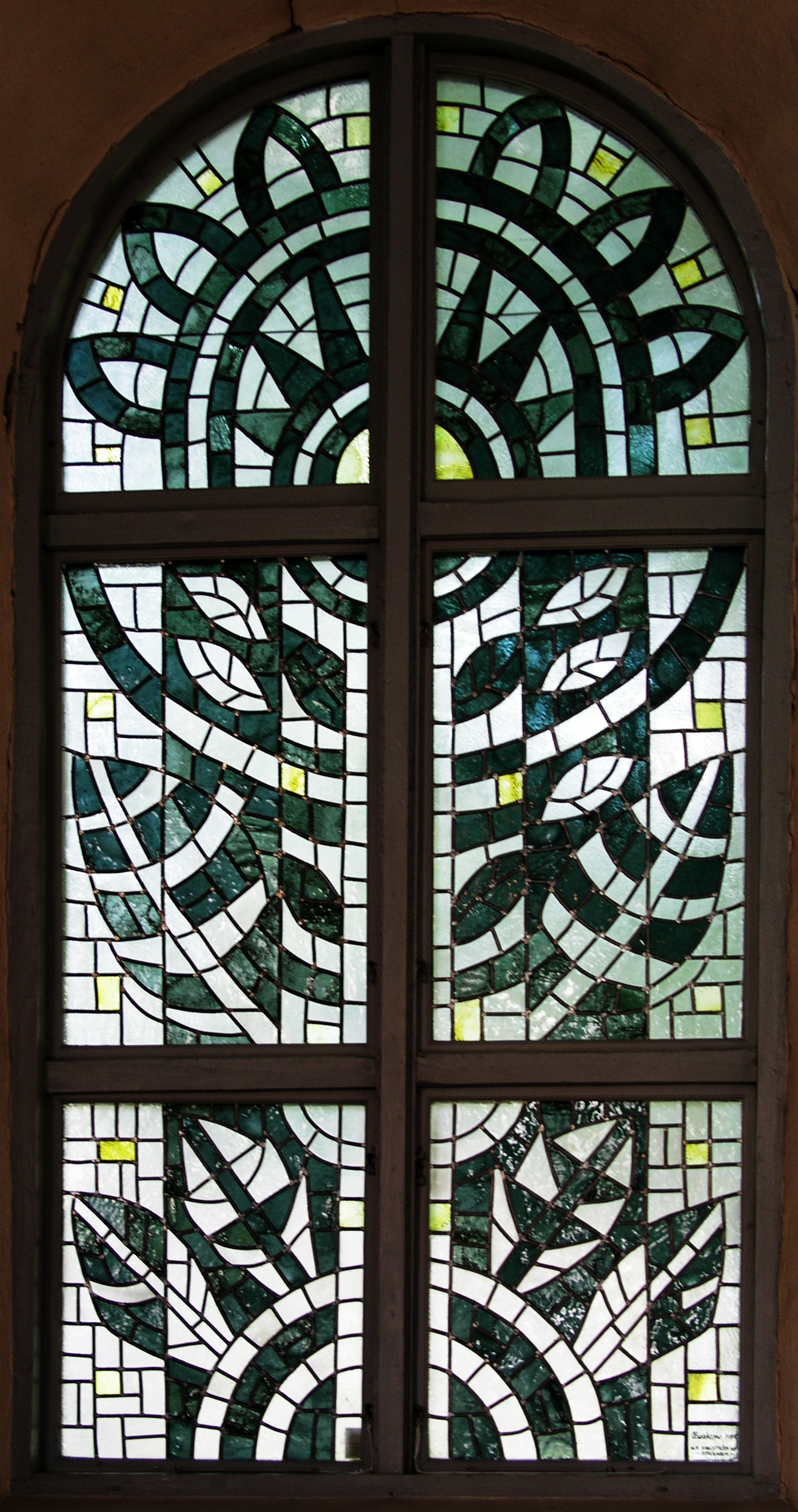
Glasmålning.
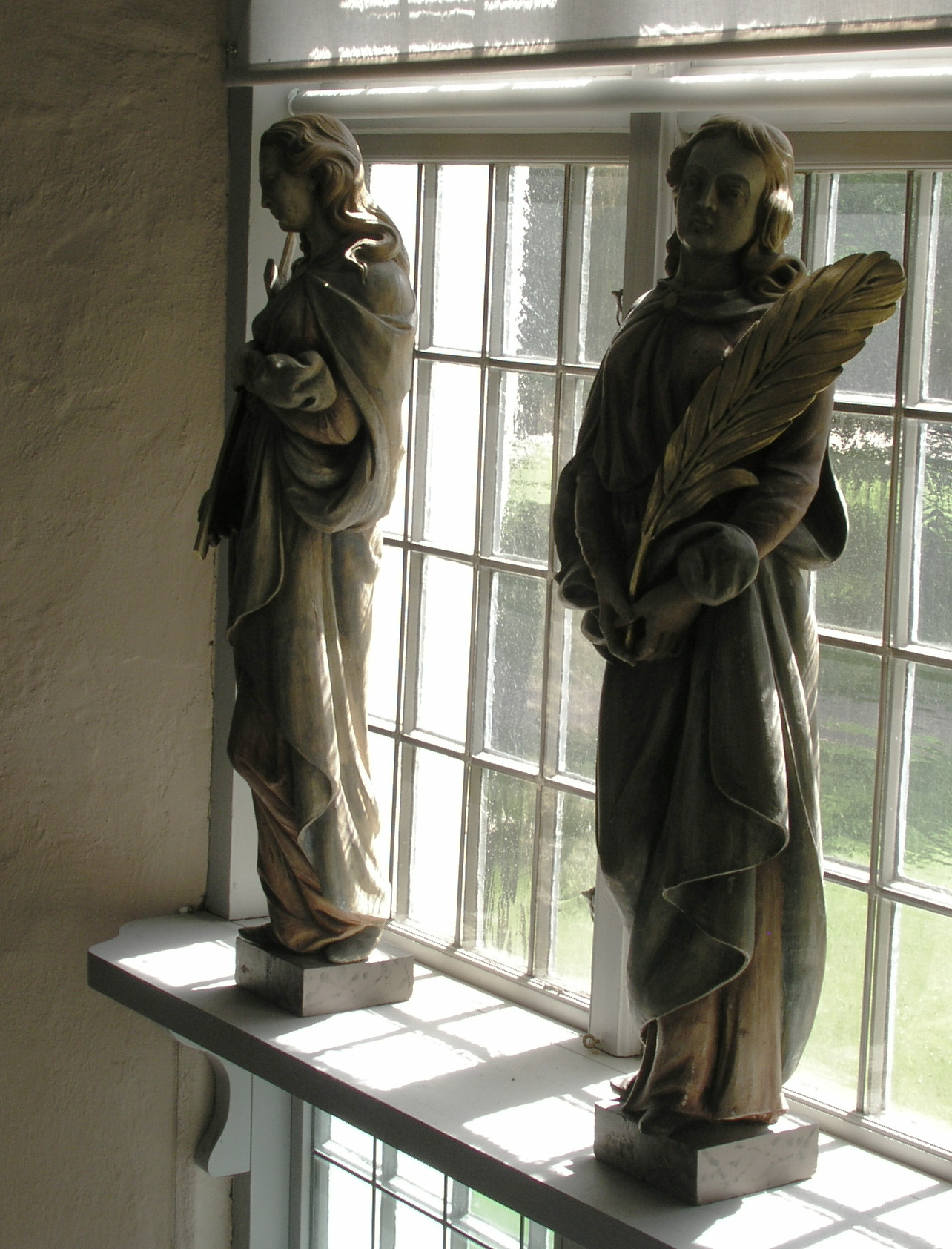
Skulpturer.
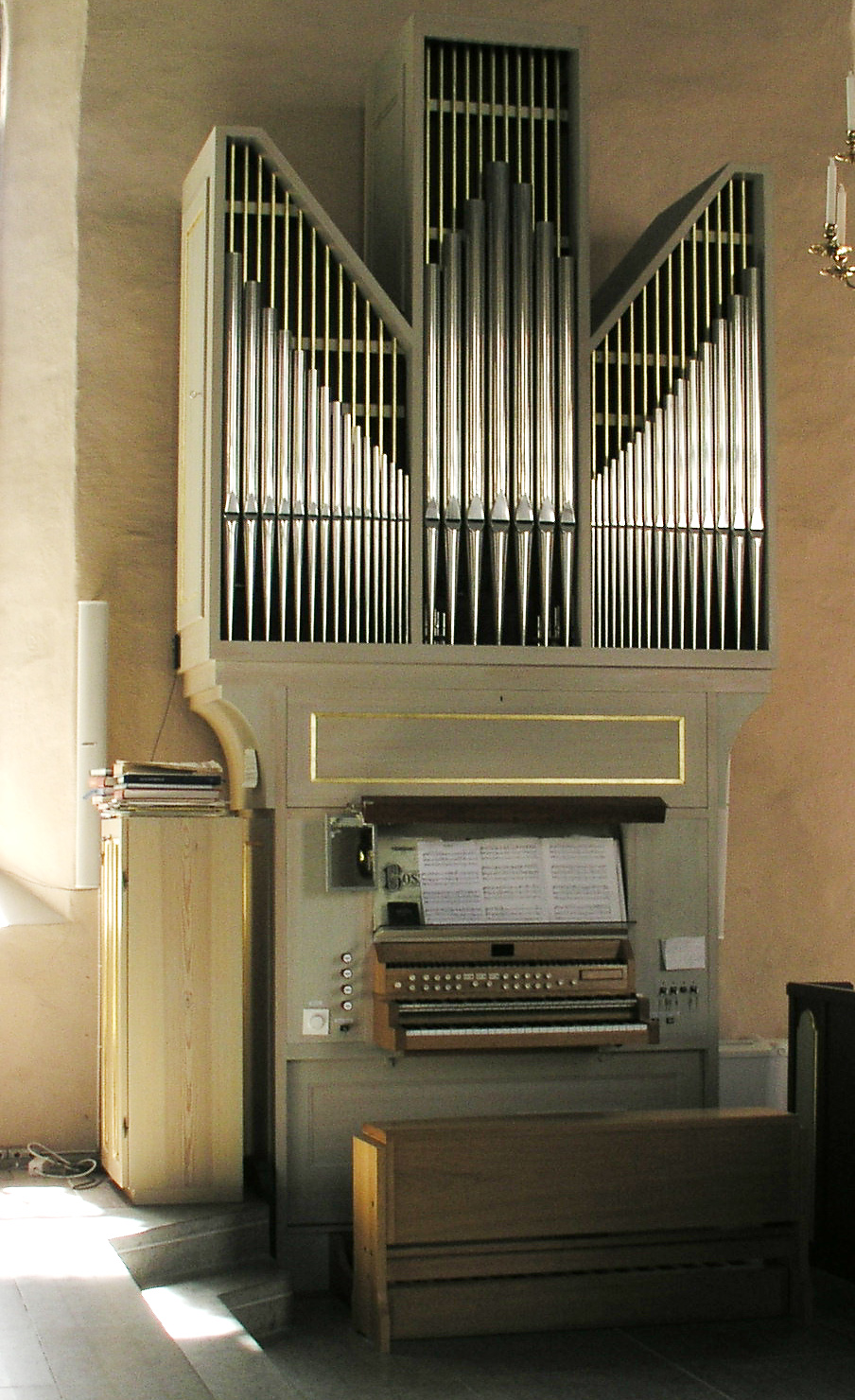
Kororgeln.